# Olympic Aviation

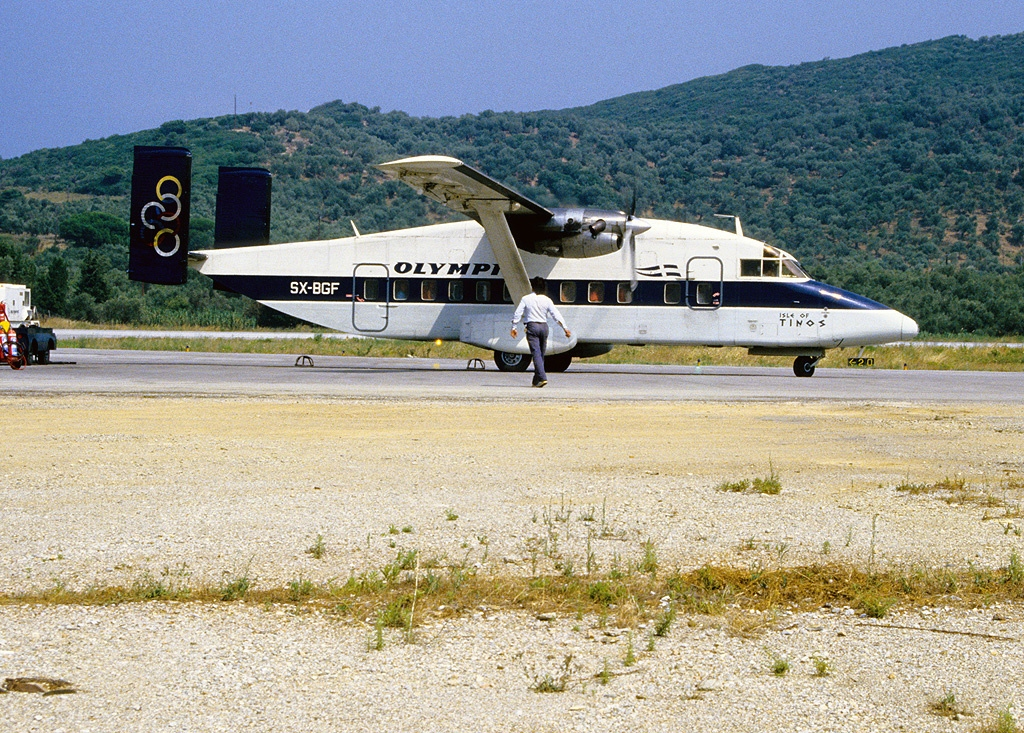
Short 300-200 d'Olympic Aviation en 1986

Olympic Aviation est une compagnie aérienne grecque, filiale d'Olympic Airways.

## Historique
Créée en 1971 et présidée par Alexandre Onassis, le fils d'Aristote Onassis, son objectif était de relier les îles grecques au continent, et disposait de petits avions à turbopropulseurs. Elle a été aussi chargée des vols charters pour le groupe Olympic Airways.
Elle a cessé ses activités en 2003.

## Flotte
- Boeing 717-200 (depuis 2000)
- ATR 42 (depuis 1990)
- ATR 72 (depuis 1989)
- De Havilland Canada Dash 8-100 (depuis 2003)
- Piper Seminole
- Piper Cherokee
- Cessna 152
- Short 330

## Incidents et accidents
Le 3 août 1989, un Short 330 s'est écrasé avant son atterrissage sur l'île de Samos, faisant 33 victimes.

## Sources
- (en) Cet article est partiellement ou en totalité issu de l’article de Wikipédia en anglais intitulé « Olympic Aviation » (voir la liste des auteurs).